# 江華島事件
江華島事件（日语：江華島事件；：／）是一宗发生于1875年9月朝鲜王朝江华岛的武装冲突事件，日本海軍以云扬号為首的三艘艦艇以補充淡水為名在江华岛一帶打探朝鮮海防虛實，朝鮮方砲擊警告後，日艦展開全力攻擊，最終登陸並搶掠當地村鎮而離去。事后两国签订了《江华条约》，朝鲜被迫开国。

## 背景
日本幕末时代就有日本人鼓吹侵略朝鲜，是为“征韩论”，倒幕志士吉田松阴阐述“失之俄美，补之朝鲜”。1868年1月，日本德川幕府崩溃，明治天皇“王政复古”，迁都东京，实行明治维新，对外学习西方“开拓万里之波涛”，征韩论被明治政府继承。
17世纪以来，日朝外交是有限交邻关系。有通信使和“岁遣船”，1868年以后日本效仿西方，向朝鲜传递国书，通告明治政府成立，希望朝鲜开国通商，建立近代外交关系。朝鲜兴宣大院君实行锁国政策，对日本国书中出现“皇”、“敕”等字样（这些字样按宗番关系只有中国皇帝才能使用）不满，将其退还。后日本又多次传递类似国书，均遭拒绝。同时，朝日唯一通商地釜山发生“倭馆拦出”等事件，朝鲜限制日本人的活动，断绝粮食供应、停止贸易活动，双方关系紧张。
因“书契相持”，“征韩论”开始在日本迅速蔓延，维新人士都大力鼓吹“征韩论”，要求讨伐“无礼”的朝鲜，实要武力打开朝鲜的国门，对内缓解国内矛盾，对外以朝鲜为跳板侵略中国。1870年出使朝鲜未果的佐田白茅提出讨伐朝鲜，而明治维新的元老人物西乡隆盛、木户孝允大力支持，但大久保利通建议“緩征”，西乡隆盛则“急征”，1872年，日本把琉球國降為日本琉球藩，1873年秋随着岩倉使節團的归国，两派斗争白热化，发生所谓“明治六年政變”，明治天皇忙于处理内政及与俄国和中国的外交纠纷，无暇顾及朝鲜，亲裁“緩征”，西乡隆盛与政府决裂，不少武士也对此愤慨不平，也成为后来西南战争爆发的重要原因。
1874年牡丹社事件，日本借琉球漂民在台湾遇害，声称琉球国系日本属邦，派西乡从道率3600人进犯台湾，虽然失利，却勒索清朝50万两白银。日本摸清清朝底细，并在牡丹社事件结束后，开始谋划朝鲜。
朝鲜闵妃倾向于开放。1874年9月，闵妃秘密派人与釜山倭馆接洽，表示随时接待日本来使；次年4月将对日强硬的前釜山倭学训导安东晙“枭首警众”，鉴于朝鲜当权的闵妃的妥协倾向及朝鲜国内的尖锐矛盾，日本为加快打开朝鲜国门，便学习欧美国家的“炮舰外交”，终于引发“云扬号事件”。

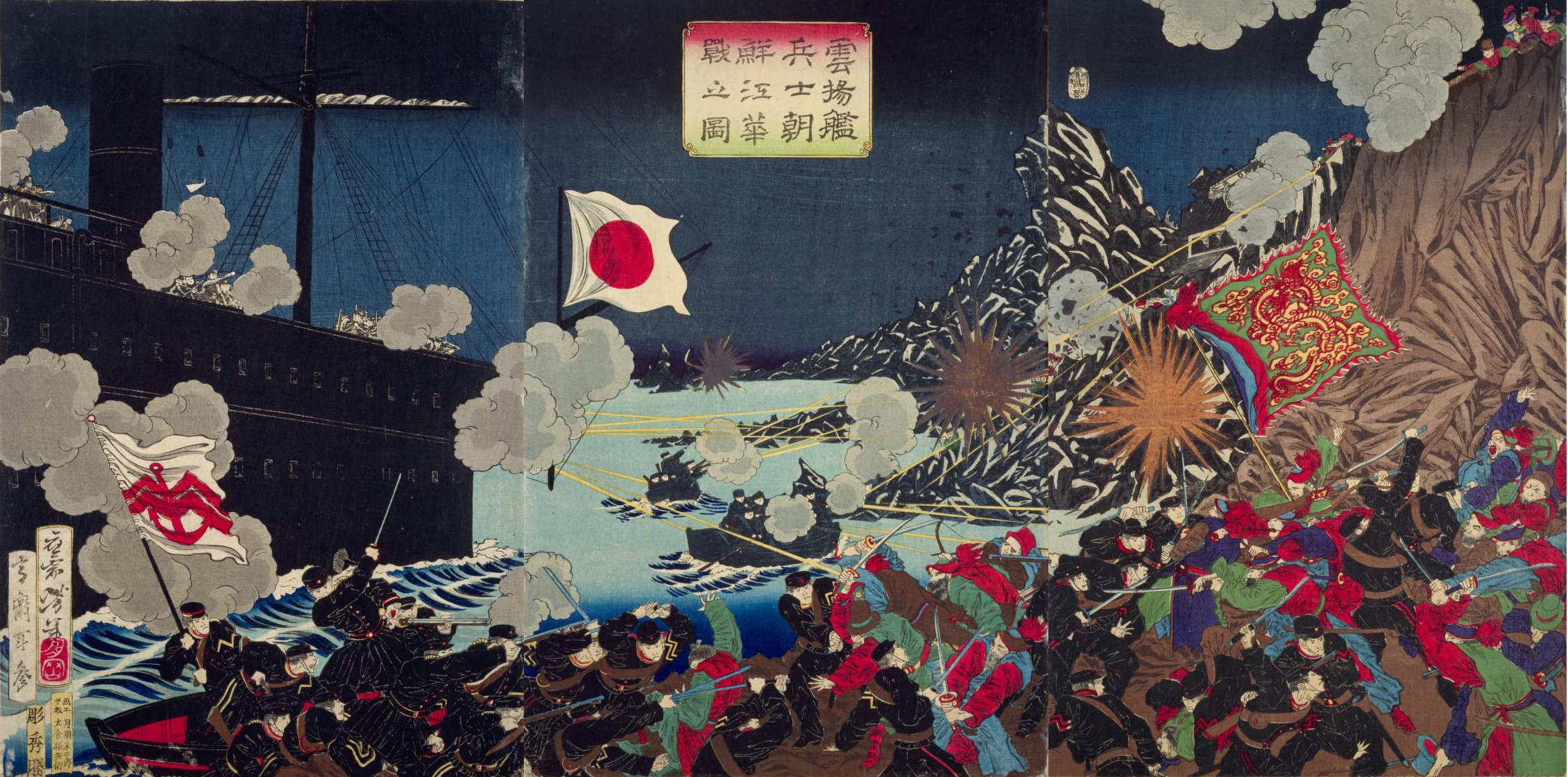
雲揚号兵士朝鮮江華之战图（木版画　想像图）

## 经过
1875年4月，在朝鲜釜山负责交涉的日本外务省官员森山茂、广津弘信建议利用朝鲜国内政局不稳的情况派军舰打开朝鲜国门。日本政府派军舰“云扬”号到朝鲜沿海，5月25日，日本海军少佐井上良馨率“云扬”号侵入朝鲜釜山海域，朝鲜东莱府倭学训导玄昔运询问入港理由，日方回答为保护日本使臣，东莱府使黄世渊抗议无效。6月12日“第二丁卯”号驶入釜山海域，两舰军事演习，放炮挑衅，釜山震动，朝鲜政府无应对。6月20日，“云扬”号、“第二丁卯”号，沿朝鲜东海岸北上，对沿海非法测量，并侵入军事要冲永兴湾，7月1日返回日本长崎，朝鲜认为日舰已撤，举国大喜。
9月，“云扬”、“第二丁卯”、“春日丸”三军研究去中国牛庄海路的“特殊使命”，真实目的是再次威胁朝鲜沿海。目标是朝鲜西海岸的江华岛，汉江的入海口，江华海峡的入口立有“海门防守，他国船慎勿过”的石碑。这是丙寅洋扰、辛未洋扰后再有外国军舰进攻江华岛。
“云扬”号有士兵100人（包括海军陆战队员24人），“第二丁卯”号有士兵76人，“春日丸”号有士兵134人。执行“研究到清国牛庄的海路”的任务，云扬号军舰全副武装，载有8门110斤“命中率非常准确”的大炮。3舰从长崎出发，9月19日驶入江华湾月尾岛附近停泊。9月20日（农历八月二十一日），云扬号向北到江华岛东南方的兰芝岛，舰长井上良馨以寻找淡水为名，亲率20人乘小艇至沿岸探测水路，逼近江华岛草芝镇炮台（日称“第三炮台”），沿途进行火力侦查，云扬号则迅速接近草芝镇炮台，以掩护舰长井上的所乘坐的小艇。日本外务卿寺岛宗则在当年10月9日对英国公使巴夏礼的透露是：“我们的云扬舰……放下小艇进入海域，经过第一炮台（永宗镇）的前面，其周围筑着近二里长的城墙，大门开着，城内约有500余名士兵，城内的房屋似乎都是兵营……又来到第二、三炮台前，第二炮台（顶山岛）似乎是空着的……第三炮台筑着高大的炮台壁垒，城墙上开着炮门，配置的大炮都是12—13斤左右的真输炮，枪是如同我们的二三匀筒位的火绳枪”。
朝鲜草芝镇炮台对日本舰艇开炮警告。在小艇上的井上良馨听到草芝镇鸣炮以后，立刻向云扬号发射信号弹，云扬号随即升起日章旗和信号旗，此前日舰并未悬挂其国旗，而是一面黄色的旗帜，从日方记载来看直到开战时云扬号才匆忙升起日本国旗，也是为了制造“侮辱国旗”的借口。待舢板撤回后，向草芝镇炮台发动猛烈炮击，草芝镇官兵顽强抵抗，日军无法登陆，于9月21日偷袭顶山岛（日称“第二炮台”），炮击当地军事设施和民宅。9月22日，日军陆战队在永宗镇（日称“第一炮台”）登陆，与朝鲜士兵交火。在当地朝鲜有600多名军民和射程有700米的30多门旧式12厘米小口径火炮，日军2人受伤，击毙朝鲜军35人，俘虏16人，掳获大炮38门，火绳枪130余支，攻占永宗镇。永宗佥事李敏德和400多名朝鲜兵败逃。日军烧杀抢掠，无恶不作，将永宗镇变为废墟，城中60多户人家只剩21户。朝鲜根本不知道是日本入侵，“畿沿留泊之异船，姑未知何国何地之人，而犯入内洋，已是叵测，冲火放炮，尤为可恶。此与年前抢掠之番舶一类也。”京畿道观察使闵台镐报告：“全军颠仆，火焰满城，民家比烧，燃及公廨”。夜晚，井上良馨以掠夺来的猪鸡牛羊“设宴祝捷”，9月24日，云扬号等3舰满载战利品扬长而去，28日返回长崎，向政府发电“报功”。

## 报告书
根据日本防卫研究所图书馆藏的资料，9月29日井上写报告书，对“淡水”只字未提，日本国旗也是事件爆发的第二天才挂上的，这份报告一直没有公开。英国驻日公使哈里·帕克斯急于获得真相，为了争取英法等国的同情和支持，10月8日按照明治政府的要求出笼了第二次报告书，虚构了“悬挂国旗的云扬号为补充淡水在靠近海岸突遭朝鲜炮击”。云扬号舰长第一次报告书被韩国首尔大学李泰镇教授发现，并于2002年12月发表在论文《“云扬号事件”的真相》中。在日本，东京大学铃木淳教授在《史学杂志》上也发表了引用同一个报告书的内容。隱藏在日本防禦省資料庫裡的有關雲揚號事件的第一份報告書通過論文，在首爾和日本東京同時被公開。報告書證實，至今流傳的雲揚號事件純屬虛構。與日本的主張相反，這艘船（雲揚號）起初並沒有掛起日本國旗。朝鮮發射炮彈是正當的行為。日本外務省為了向駐東京西洋大使解釋該事件，傳召了長崎縣的船長，其過程中修改了報告書。船駛往中國遼東的途中，因飲用水不足掛著國旗接近朝鮮這一虛假內容，就是此時修改進去的。
云扬号连续作战3天，发炮时间在8小时以上，其炮弹数量非常多，绝不可能是单纯地测量海路，从常识来看云扬号等军舰不可能忽略或误算人类生活基本条件的饮用水问题。日本的蓄意侵略也可从事后日本攻占永宗镇、屠杀和平居民的行为就可以看出。

## 事后
9月28日，井上良馨向日本政府发电报：“20日，到达朝鲜江华岛，搭上小艇正在进行测量，由于他们首先开始放炮……不得不由军舰开炮进行还击”。日本政府以此向全世界宣布由于朝鲜无理开炮行为，日方不得不进行自卫。日本国内一些人欢呼“发泄八年来隐忍的绝好口实从天而降”，鼓吹对朝开战。日本社会转型、矛盾丛生，无力发动大规模战争，因此效仿黑船事件，派使臣携“修好条规”出使朝鲜，以武力为后盾强迫朝鲜签订不平等条约江華條約，门户开放。另派森有礼前往中国北京，试探朝鲜宗主国清朝的态度，清政府认为“朝鲜虽隶属中国，一切政教禁令，完全自主，中国从不与闻”。日本以黑田清隆（先为木户孝允自荐担任，但因其突发脑溢血而替换）为全权办理大臣，井上馨为副全权办理大臣，率“日进”、“孟春”等8艘军舰及800名士兵前往江华岛，声称朝鲜“无理”先对云扬号开炮，就此向朝鲜“问罪”。美国驻日公使平安（John Armor Bingham）赠送了《培理远征日本小史》一书给副使井上馨，并说：“您只要读好这本书，并照此行事，就定能在朝鲜取得成功！”日方以武力为后盾，表示朝鲜如不与日本通商，就赔偿日本在“云扬号事件”中的损失，否则日军将溯汉江而上，进攻汉城。10月到11月，日舰连续袭击釜山港；12月，日海军士兵58人突然冲出釜山大日本帝國使馆，挥刀舞枪乱砍朝鲜军民，重伤12人。1876年1月，大日本帝國使馆代理馆长山之城祐长正式通知朝鲜：“日本国全权大臣将前往江华岛与贵国秉权大臣会议。如若大臣不出迎，将直进京城（汉城）。”
朝鲜内部，在野的大院君和以金炳学等原大院君派系官员为主，和儒生建议迎战，闵奎镐、李最应、朴珪寿等闵妃集团官员和吴庆锡、姜玮等开化派主和。最终以申櫶为接见大官，尹滋承为副官，前往江华府与日本谈判。日本施壓朝鲜签订不平等的《江华条约》，成功打开了朝鲜的国门。

## 评价
日本认为责任在朝鲜，“云扬号事件”是测量通往中国海路过程中的一次偶发事件，因为测量海深和寻找水源的目的才在朝鲜江华岛一带投锚的，并不是事先预定的挑衅行为。军舰悬挂了日本国旗。日本的历史教科书：“1875年日本军舰到达汉城（现在的韩国首都首尔）附近的沿岸进行演习与测量时突然受到朝鲜的炮击（江华岛事件），政府以此为据开始以强硬的态度与朝鲜进行交涉。”朝鲜理应按照国际法给予悬挂国旗的日本军舰淡水补助。然而朝鲜却先开炮，这是朝鲜锁国时代遗留的排外意识的产物，同时也是朝鲜方面昧于国际公法的体现，日方是必要的反击。日方没有否认当时明治政府“征韩”的基调和打开朝鲜国门的目的。
清朝敕使警告高宗李熙：“倭情本多难测，海防戒严不可疏忽矣！”
渡边胜美说：“虽把受炮火所击辩解为既突然又完全出乎意料，但是受击并非突然或出乎意料，而是预谋盼望受炮击。所以，我认为受炮击不仅不出乎我国意料，而且是我国所盼望的。”“这是对朝鲜当局的挑衅性行为，‘测量水路’之类只能使人想到不过是借口而已。”山边健太郎也对云扬号所谓“补充淡水”而侵入江华岛的理由质疑道：“饮用水也是值得怀疑的。因为云扬舰于9月20日经过江华岛前海，28日回到长崎，途中却未曾补充过淡水。”
朝韩认为日本“歪曲云扬号事件真相”是日本篡改历史的重要证据之一。比如朝鲜历史学学会便在2011年撰文指出：“云扬号事件是1875年9月日本军舰‘云扬’号在航行途中在获得饮用水的名义下，没有任何通告、也没有升起日本国旗而在朝鲜领海江华岛草芝镇前海非法侵犯、朝鲜士兵自卫炮击的事件。”韩国历史学家李基白称：“云扬号事件是日本人蓄意导演的一幕闹剧。”